# 亚历山德鲁·丁卡
亚历山德鲁·丁卡（羅馬尼亞語：Alexandru Dincă，1945年12月18日—2012年4月30日），罗马尼亚男子手球运动员。他曾代表罗马尼亚国家队参加1972年夏季奥林匹克运动会手球比赛，获得一枚铜牌。